# Quim Arrufat
Joaquim Arrufat i Ibáñez, más conocido como Quim Arrufat, (Seo de Urgel, Lérida; 1982) es un político español. De 2012 a 2015 fue diputado por la Candidatura d'Unitat Popular (CUP) en el Parlamento de Cataluña en la X legislatura ejerciendo de portavoz del Grupo Mixto de la cámara autonómica. Entre 2009 y 2012 fue concejal en Villanueva y Geltrú por la misma formación. Encabezó el secretariado nacional de la CUP, después de ser elegido con el 76% de los votos. En abril de 2019 anunció que dejaba la política activa y que no se presentaría a las listas por la alcaldía de Villanueva y Geltrú.

## Biografía
Arrufat nació en 1982 en la localidad de Seo de Urgel, en la provincia de Lérida. Es licenciado en Ciencias Políticas y de la Administración por la Universidad Autónoma de Barcelona. En 1996 es cuando comienza su militancia política, en un colectivo de contrainformación de Villanueva y Geltrú llamado Contracorrent. Desde 2009 trabaja para el Centro Internacional Escarré para las Minorías Étnicas y Nacionales (CIEMEN), donde dirige el Área de Relaciones Internacionales y Cooperación. A raíz de esto comienza a intervenir como miembro activo en el Foro Social Mundial y presentar varias iniciativas al Consejo de Derechos Humanos de la ONU, con el objetivo de avanzar en el derecho de los pueblos a la autodeterminación.
El 23 de mayo de 2013 fue encausado por desobediencia a la autoridad, junto a 29 personas de la Plataforma de Afectados por la Hipoteca (PAH), después de la ocupación de una entidad bancaria en Sabadell solicitando la dación en pago para una familia que había sufrido un desahucio. En vistas al juicio, renunció a su condición de aforado para ser juzgado en igualdad de condiciones que el resto de los procesados. El 30 de mayo, el juzgado correspondiente absolvió a todos los imputados.
A nivel periodístico Arrufat ha participado como colaborador en diversos libros y proyectos, como el diario L'Accent.
Quim Arrufat fue denunciado dentro de su partido por presuntamente haber cometido un delito de agresión sexual en 2014 y otro de abuso sexual en 2019.

### Actividad institucional
Entre 2009 y 2012 Arrufat fue concejal de la CUP en el Ayuntamiento de Villanueva y Geltrú. En las elecciones municipales de 2011 Arrufat se presentó como cabeza de lista de la candidatura independentista.
En 2012 se presentó con la CUP en tercer lugar por Barcelona, siendo electo diputado tras las elecciones catalanas del 25 de noviembre de ese mismo año. Ya abierta la legislatura, se convirtió en portavoz del Grupo Mixto.
En abril de 2019 anunció que dejaba la política activa y que no se presentaría a las listas a la alcaldía de Villanueva y Geltrú porque “necesita parar y dedicar tiempo al trabajo y la familia”.